# Lepanthes surrogata
Lepanthes surrogata är en orkidéart som beskrevs av Carlyle August Luer och Alexander Charles Hirtz. Lepanthes surrogata ingår i släktet Lepanthes och familjen orkidéer. Inga underarter finns listade i Catalogue of Life.